# Irène Cruypenninck
 Irène Cruypenninck, née Rousseau le 5 mars 1899 à Crépy en Valois et morte le 1er mars 1985 dans la même ville, est une archère licenciée à la 1re Compagnie de Montreuil et spécialiste de l'arc classique olympique.
Elle est la première française reconnue internationalement dans sa spécialité ; sa carrière, interrompue par la Seconde Guerre mondiale, s'étale sur une vingtaine d'années.
Une salle des sports de Crépy-en-Valois (Oise) porte son nom.

## Palmarès

### Championnats du monde individuels FITA
- Championne du monde à 70 mètres en 1935 à Bruxelles[1] ;
- Championne du monde individuelle en 1937[1] (Paris: vainqueur des épreuves à 50 mètres C D, et à 25 mètres) ;
- Vice-championne du monde par équipes en 1947 (Prague: avec Colette Béday et J.Adam);
- Vice-championne du monde par équipes en 1953 (Oslo: avec Suzanne Lang et Madeleine Bernot;
- 3e des championnats du monde par équipes en 1949 (Paris: avec C.Béday et Dana Roqueplo);

### Championnats de France
- Championne de France toutes distances en 1938, avec 852 points[1]
- Championne de France toutes distances en 1939, avec 924 points[1]
- Championne de France toutes distance en 1946, avec 739 points[1]
- Championne de France en plein air à 50 mètres en 1947[1]
- Championne de France toutes distances en 1950, avec 1121 points[1]
- Championne de France toutes distances en 1953, avec 1223 points[1]

### Tournois français
- Tournoi du Champ de Course de Chantilly (organisé par Roger Béday) en 1938, 1939, 1946, 1950, 1951 et 1953.